# John et Ward Hawkins
Pour les articles homonymes, voir Hawkins.
John Hawkins, né le 2 avril 1910 dans le comté de Custer dans le Montana et mort en octobre 1978 à Philadelphie en Pennsylvanie, et Ward Hawkins, né le 29 décembre 1912 à Vancouver en Colombie-Britannique au Canada et mort le 22 décembre 1990 à Los Angeles en Californie, sont deux frères, écrivains, auteurs de littérature policière et scénaristes américains.

## Biographie
John Hawkins publie avant la Seconde Guerre mondiale des nouvelles dans les pulps comme Horror Stories (en) ou Dime Mystery Magazine. À partir de 1945, les deux frères travaillent ensemble écrivant un grand nombre de nouvelles policières et de science-fiction dans les revues spécialisées comme Ellery Queen's Mystery Magazine ou The Saint magazine et dans des magazines comme Collier's ou le Saturday Evening Post. Une statistique établie en 1950 les classe parmi les dix auteurs les plus publiés dans les magazines au cours de l’année. Ils écrivent également quelques romans. 
À partir des années 1960, ils se consacrent à l'écriture de scénarios pour des séries télévisées policières, de western ou familiales dont Bonanza et La Petite Maison dans la prairie. 

## Œuvre
Liste non exhaustive

### Romans signés John et Ward Hawkins
- The Floods of Fear, 1956
  - Alerte, Série noire no 401, 1957
- A Girl, a Man, and a River (en), 1957

### Roman signé John Hawkins
- Ark of Fire, 1938

### Romans signés Ward Hawkins
- Kings Will Be Tyrants (en), 1959
- The Damnation of John Doyle Lee, 1982
- Sword of Fire, 1985
- Red Flame Burning, 1985
- Blaze of Wrath, 1986
- Torch of Fear, 1987

### Nouvelles signées John et Ward Hawkins
- Money for George, 1940
- Bouble or Nothing, 1940
- Pioneer Lady, 1940
- The Sky Was Red, 1940
- Strictly Business, 1941
- Sea-Pusher, 1941
- The Open Mind ou In a Dead Man's Shoes, 1946
  - La Mémoire retrouvée, Mystère magazine no 170, mars 1962
- First Kiss, 1947
- The Black Piano, 1947
- Motive for Murder, 1947
- Grounds for Divorce, 1948
- The Undefeated Heart, 1948
- Robber's Rendezvous, 1948
- Burden of Guilt, 1950
  - Les feuilles cachent les arbres, Mystère magazine no 93, octobre 1955
- It's Anyone's Money, 1950
- Criminals Mark, 1950
- Contrivin' Woman, 1950
- Cheat for Me, 1950
  - Un cas de conscience, Mystère magazine no 85, février 1955
- Night of Peril, 1950
- The Big Break, 1950
- The Girl on the Lonely Road, 1950
- Leave My Love Alone, 1951
- Love Song in a Honky-Tonk, 1951
- Fake Hero, 1951
- Hearthbreak Voyage, 1951
- Little Boy Missing, 1951
  - Le Petit Garçon disparu, Mystère magazine no 159, avril 1961
- End of the Line, 1952
- Love Hits the Sky, 1952
- He Took a Chance on a Girl, 1952
- Retired Retriever, 1952
- The Bribe, 1952
- The Man Without an Ennemy ou Girl in Trouble, 1952
  - L'Homme qui n'avait pas d'ennemis, Mystère magazine no 121, février 1958
- Nothing to Live For, 1952
- Adventure of a Thief, 1953
- Fallen Star, 1953
- Day of the Trial, 1953
- The Killer Is Loose, 1953
  - L'Évasion du tueur, Revue 22 no 2, 1958, réédition sous le titre Le tueur s'est échappé, Mystère magazine no 248, octobre 1968
- Don't Call Me a Quitter, 1953
- Give the Man Another Chance!, 1953
- We Won't Be Any Trouble, 1953
- Sweeny Came Back, 1953
- The Roughneck and the Lady, 1954
- Cop Without a Badge, 1954
- The Runt, 1954
- Fink, and You Walk Alone, 1954
- Dog Killer, 1954
- Natural Born Hero, 1954
- The Boy Who Wasn't Wanted, 1954
- Judge for Sale, 1954
- Suspected Lady, 1955
- No Way Out, 1955
- A Place to Hide, 1955
- Wait for the Killer, 1955
- Cop-Hater, 1955
- The Woundrous Travels of Tim O'Flynn, 1955
- Shadow of the Noose, 1955
  - L'Ombre de la potence, Mystère magazine no 251, janvier 1969
- A Gun at His Back, 1955
- Look Out for John Tucker!, 1956
- The Hard Hearted Copy, 1956
- The Cowardice of Sam Abbott, 1956
- The Nervous Thief, 1956
- Too Young to Marry, 1957
- Young and Scary, 1957
- Dangerous Order, 1958
- Death Watch, 1958
  - Pour tuer le ver, dans Pour tuer le ver, Série noire no 516, 1959
- The Missing Witness, 1958
  - Bouche cousue, dans Pour tuer le ver, Série noire no 516, 1959
- Frame-up on the Highway
  - Coup monté sur la grand route, Anthologie du mystère no 8, 1970
- Convict's Secret, 1958

### Nouvelles signées John Hawkins
- Money Player, 1936
- Murder Across the Board, 1937
- Jetty Whacker, 1937
- Sultan River Highline, 1937
- Thunder Island, 1937
- Jetty Job, 1937
- Red Idol, 1937
- Deep Harnour, 1937
- The Devil’s Press Agent, 1937
- This is My Love Song, 1938
- Any Tonnage—Any Ocean, 1938
- Love Is Elected, 1938
- Powerline, 1938
- The Bright Road, 1938
- A Job for a Man, 1938
- Home-Town Job, 1938
- Satan's Pigmy Horde, 1938
- Night Shift, 1939
- Personal Viewpoint, 1939
- Without Luck, 1939
- A Matter of Routine, 1940
- All is Fair, 1940
- Catman, 1940
- Tryout, 1940
- Home is a Sailor, 1940
- Second Lesson, 1941
- Direct Action, 1941
- Out of the Woods, 1941
- The Other Side of the Fence, 1941
- The Dark Hour, 1942
- Come Dance With Me 1942
- A Fair Trade, 1942
- Everything's Jake, 1942
- You'll Be the Next to Die, 1942
  - Et maintenant c'est toi qui va mourir, Le Saint détective magazine no 4, juin 1955 (signée John et Ward Hawkins en français)
- Man Working, 1942

### Nouvelles signées Ward Hawkins
- Five Dollar Corpse, 1938
- Smoke, 1939
- Men Must Die, 1939
- The King of the Corpse Makers, 1940
- Conquest by Fire, 1940
- Murder Beach, 1941
- Cheeko Loot, 1941
- Identity Unknown, 1960

## Filmographie
Sauf indication contraire, filmographie de John et Ward Hawkins

### Au cinéma
- 1944 : Secret Command, film américain réalisé par A. Edward Sutherland
- 1954 : Chasse au gang, film américain, adaptation de Criminals Mark réalisée par André De Toth
- 1956 : Le tueur s'est évadé, film américain, adaptation de The Killer Is Loose réalisée par Budd Boetticher
- 1957 : The Shadow on the Window (en), film américain, adaptation de The Missing Witness réalisée par William Asher
- 1957 : Hidden Fear réalisé par André De Toth (John Hawkins)
- 1958 : Floods of Fear, film britannique, adaptation du roman éponyme réalisée par Charles Crichton

### À la télévision
John et Ward Hawkins écrivent de nombreux scénarios dans les séries télévisées : 
- 1952 : Studio One
- 1952 : Chevron Theatre
- 1957 : General Electric Theater
- 1957 : Matinee Theatre (en)
- 1957 : Climax!
- 1958 : Flight (John Hawkins)
- 1958 : Yancy Derringer (en) (John Hawkins)
- 1958 - 1959 : Behind Closed Doors (en) (John Hawkins)
- 1959 : Steve Canyon (John Hawkins)
- 1959 : 77 Sunset Strip
- 1959 : Bourbon Street Beat (en)
- 1960 : Bonne chance M. Lucky (John Hawkins)
- 1960 : M Squad (Ward Hawkins)
- 1960 : Stagecoach West (Ward Hawkins)
- 1960 : The Best of the Post
- 1961 : Manhunt (en)
- 1961 : The Barbara Stanwyck Show (en) (John Hawkins)
- 1961 : Shannon (en)
- 1961 - 1962 : 87e District (en) (John Hawkins)
- 1961 - 1973 : Bonanza
- 1962 : Alcoa Premiere (en)
- 1962 - 1965 : Rawhide
- 1962 - 1963 : La Route des rodéos (John Hawkins)
- 1963 : Sam Benedict (en) (John Hawkins)
- 1963 : The Lloyd Bridges Show (en) (John Hawkins)
- 1963 : Temple Houston (en) (John Hawkins)
- 1964 : Le Fugitif (John Hawkins)
- 1964 - 1965 : Daniel Boone
- 1965 - 1967 : Le Virginien
- 1965 : Convoy
- 1965 : L'Homme à la Rolls
- 1966 : Tarzan
- 1965 - 1966 - 1967 : Voyage au fond des mers
- 1968 : Le Grand Chaparral
- 1974 : Cannon (John Hawkins)
- 1974 : The Cowboys (en)
- 1974 : La Famille des collines (John Hawkins)
- 1974 - 1975 : La Petite Maison dans la prairie

## Sources
- Claude Mesplède, Les Années Série noire vol.1 (1945-1959) Encrage « Travaux » no 13, 1992
- Claude Mesplède, Les Années Série noire vol.2 (1959-1966) Encrage « Travaux » no 17, 1993
- Claude Mesplède et Jean-Jacques Schleret, SN, voyage au bout de la Noire : inventaire de 732 auteurs et de leurs œuvres publiés en séries Noire et Blème : suivi d'une filmographie complète, Paris, Futuropolis, 1982 (OCLC 11972030), p. 182-183.